# Нёвиль-ле-Больё
Нёви́ль-ле-Больё (фр. Neuville-lez-Beaulieu) — коммуна во Франции, находится в регионе Шампань — Арденны. Департамент — Арденны. Входит в состав кантона Синьи-ле-Пети. Округ коммуны — Шарлевиль-Мезьер.
Код INSEE коммуны — 08319.
Коммуна расположена приблизительно в 185 км к северо-востоку от Парижа, в 105 км севернее Шалон-ан-Шампани, в 30 км к западу от Шарлевиль-Мезьера.

## Население
Население коммуны на 2008 год составляло 324 человека.
| 1962 | 1968 | 1975 | 1982 | 1990 | 1999 | 2008 |
| ---- | ---- | ---- | ---- | ---- | ---- | ---- |
| 452  | 459  | 374  | 360  | 298  | 265  | 324  |

## Администрация
| Период | Период | Фамилия       | Партия                                                         | Должность                                                                                |
| ------ | ------ | ------------- | -------------------------------------------------------------- | ---------------------------------------------------------------------------------------- |
| 1989   | 2001   | Бенуа Юре     | Объединение в поддержку республики и Союз за народное движение | Главный юрисконсульт с 1992 года, Сенатор и председатель Генерального совета с 2004 года |
| 2001   |        | Жан-Луи Лекьё |                                                                |                                                                                          |

## Экономика
В 2007 году среди 187 человек в трудоспособном возрасте (15—64 лет) 142 были экономически активными, 45 — неактивными (показатель активности — 75,9 %, в 1999 году было 64,0 %). Из 142 активных работали 122 человека (68 мужчин и 54 женщины), безработных было 20 (8 мужчин и 12 женщин). Среди 45 неактивных 12 человек были учениками или студентами, 17 — пенсионерами, 16 были неактивными по другим причинам.

## Фотогалерея

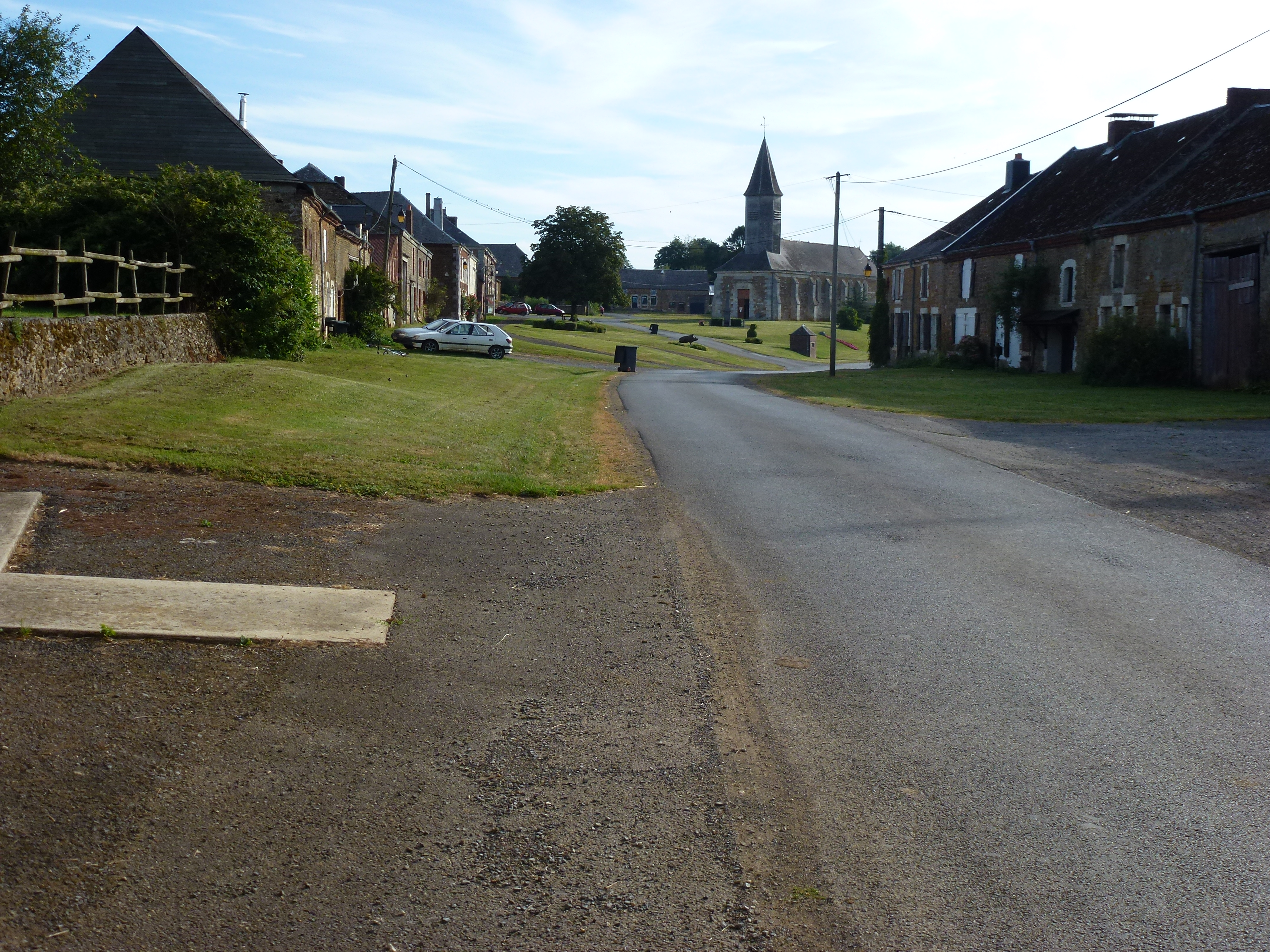
Нёвиль-ле-Больё
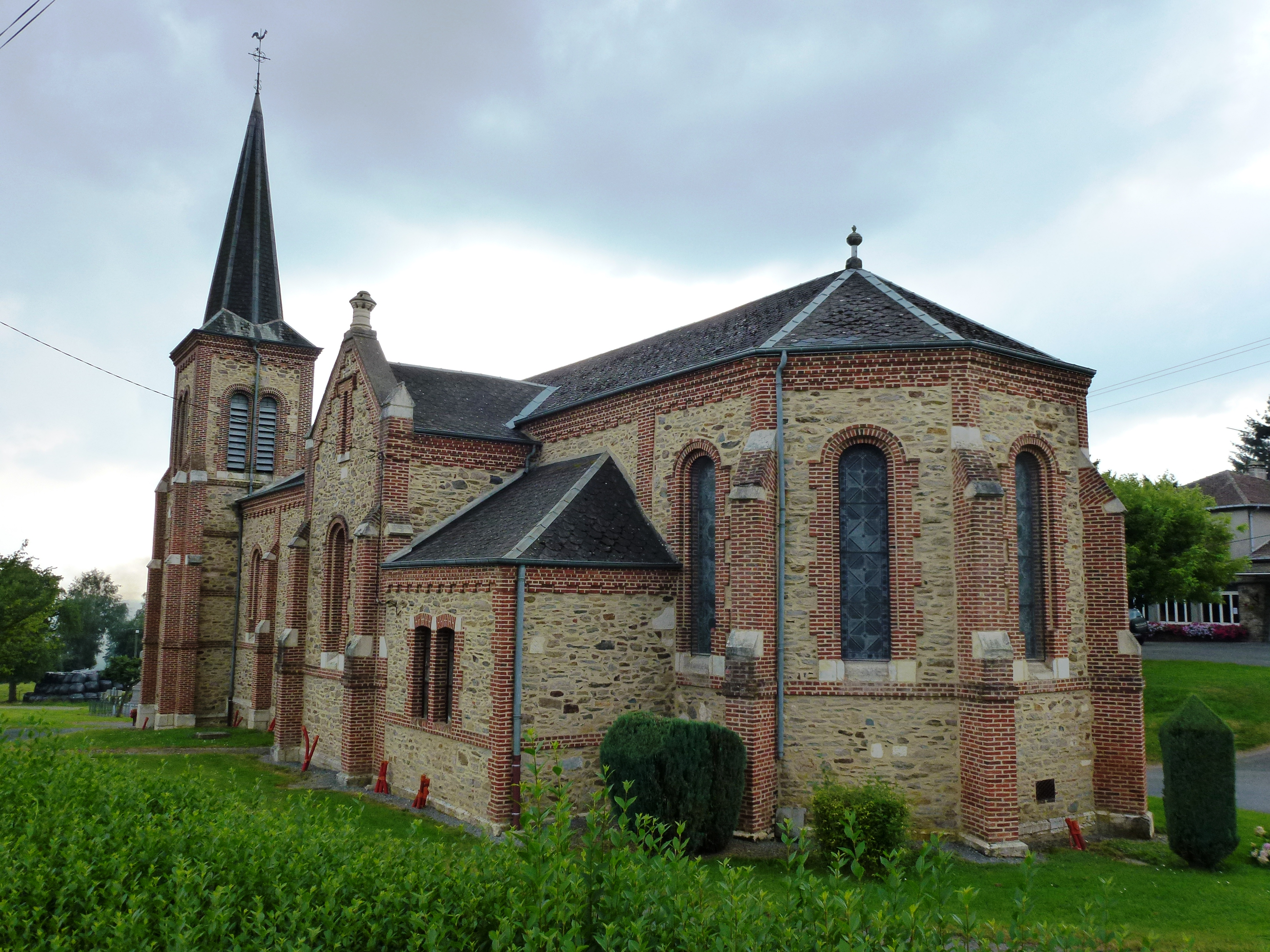
Церковь
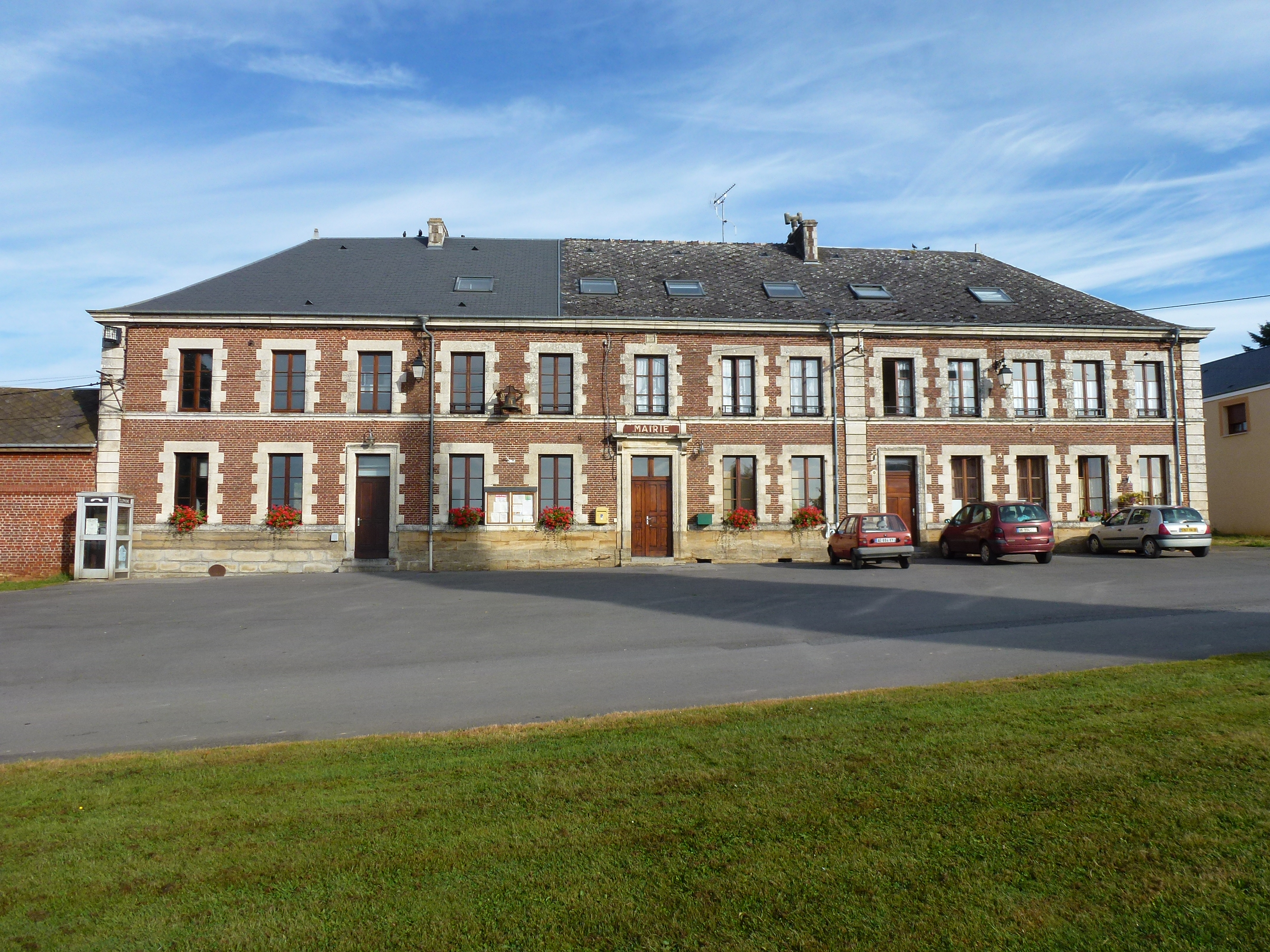
Мэрия
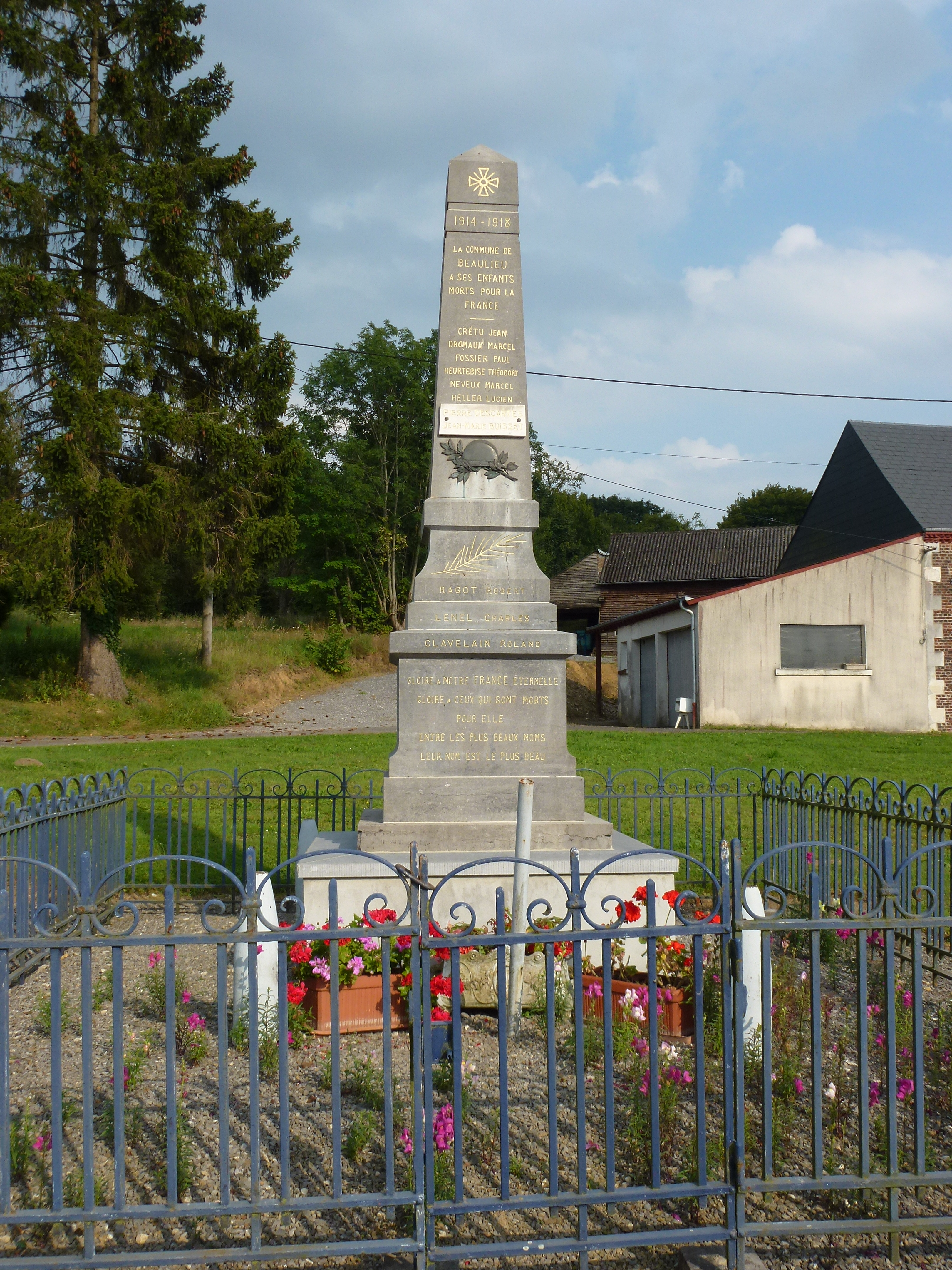
Памятник погибшим в Первой мировой войне